# Große Egge
Die Große Egge ist mit 312 m ü. NHN nach dem Hengeberg die zweithöchste Erhebung im Kreis Gütersloh. Sie gehört zum Hauptkamm des Teutoburger Waldes und liegt nördlich des geschlossenen Ortsgebietes von Halle (Westf.).
Die große Egge ist die einzige Erhebung auf dem Hauptkamm des Teutoburger Waldes im Stadtgebiet von Halle, die nicht unter Naturschutz steht. Der Berg ist namensgebend für die Gemarkung Eggeberg.
In der Nähe des Gipfels steht ein Richtfunkturm der Deutschen Bahn. Der Richtfunkturm wurde 1953 gebaut und wurde 1954 in Betrieb genommen. Anfang der 1970er Jahre wurden die Quermasten entfernt und der Richtfunkturm wurde stillgelegt. Am tieferen Nordhang des Berges befindet sich der Haller Golfplatz. Südwestlich des Gipfels befindet sich ein alter Sandsteinbruch.

## Flugunfälle
Auf der großen Egge kam es zu einigen Flugunfällen:
Am 18. April 1940 flog eine Messerschmitt Bf 109 auf einem Sicherungsflug gegen 10 Uhr im dichten Nebel gegen die Egge und zerschellte in der Nähe des Sandsteinbruchs am Boden. Der Pilot war sofort tot.
Am 2. Januar 1942 stürzte eine Heinkel He 111 im dichten Nebel gegen 17 Uhr ab. Die Maschine zerschellte zwischen der Grenze Eggeberg - Hesseln. Die Maschine war mit 7 Personen besetzt. Vier Soldaten waren sofort tot, zwei Soldaten blieben unverletzt.
Am 4. August 1965 zerschellte ein Lockheed F-104 Starfighter der Bundeswehr an der großen Egge. Eine tiefliegende Wolkendecke nahm den Piloten die Sicht. Die Absturzstelle befindet sich ein paar hundert Meter vom Richtfunkturm am Südhang. Trümmerteile lagen weit über 800 Meter weit verteilt. Brennende Zweige und Trümmerteile kamen wie Feuerbälle auf den anliegenden Bauernhöfen runter. Der Pilot konnte nur noch tot geborgen werden.

## Gastwirtschaft
Die frühere Gastwirtschaft Grünenwalde war für viele Bürger ein beliebtes Ausflugsziel. Sie befand sich unterhalb der großen Egge. 

## Einzelnachweise

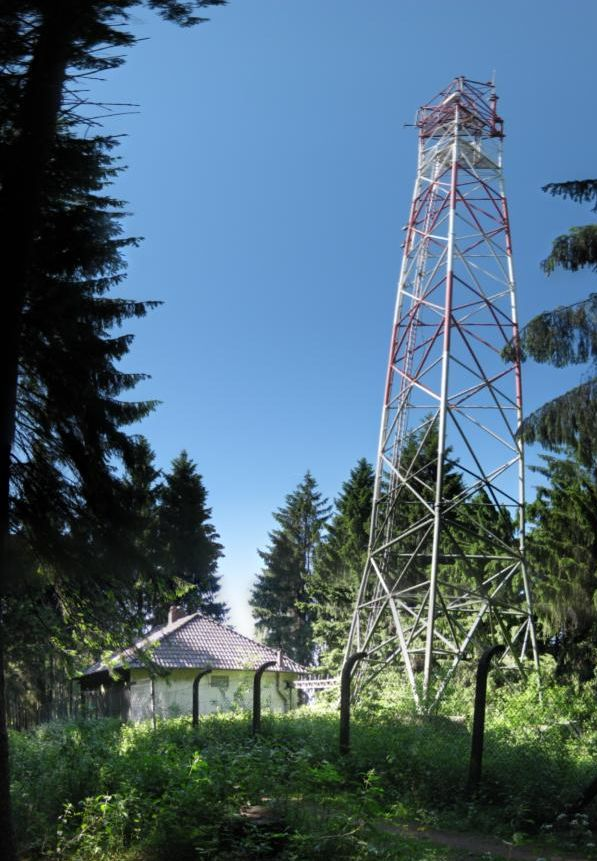
Richtfunkturm in der Nähe des Gipfels